# Javier García Chico
Javier García Chico (n. Barcelona, 22 de julio de 1966) es un exatleta español especializado en la prueba de salto con pértiga. Consiguió elevar el nivel de esta prueba en España y ayudó a que fuera conocida con el punto culminante de su carrera deportiva en los Juegos Olímpicos de Barcelona 1992, donde logró la medalla de bronce. 
Batió el récord de España de pista cubierta hasta en 9 ocasiones para dejarlo en 5,77 m en el año 1992 y el de aire libre absoluto en cinco ocasiones (5,65/5,71/5,72/5,75/5,75) y durante prácticamente toda su carrera deportiva estuvo dirigido y entrenado por Hans Ruf uno de los mejores conocedores del salto con pértiga de España, militando en muchos clubs históricos españoles como el CN Montjuic, CN Barcelona, Kelme, At. Boadilla, CA Vic, Adidas RT, Chapín Jerez,
García Chico se retiró de la competición en el año 2003. En 2006 entrenaba a pertiguistas en el Centro de Alto Entrenamiento y Promoción Deportiva (CAEP) de Soria.

## Historial
- 50 veces internacional
- Ex plusmarquista Nacional Promesa (5,50) y absoluto (5,77) en pista cubierta.
- Ex plusmarquista Nacional al aire libre (5,75)
- Ex plusmarquista Nacional al aire libre
- Campeón de España Juvenil al aire libre y en pista cubierta en 1983
- Campeón de España Junior al aire libre y en pista cubierta en 1984 y 1985
- Campeón de España Promesa al aire libre y en pista cubierta en 1986 y 1987
- Campeón de España de pista cubierta en 1987-89-90-91-92-93-94-95-97 y al aire libre en 1989-90-92-95

## Historial Internacional
- Juegos Olímpicos de Seúl de 1988, descalificado.
- Juegos Olímpicos de Barcelona 1992,  medalla de bronce (5,75 m)
- Juegos Olímpicos de Atlanta 1996, ronda clasificatoria (5,40 m)
- Juegos Olímpicos de Sídney de 2000, ronda clasificatoria (5,55 m)

## Premios, reconocimientos y distinciones
- Medalla de Plata de la Real Orden del Mérito Deportivo, otorgada por el Consejo Superior de Deportes (1994)[1]